# Olivier Babinet
Pour les articles homonymes, voir Babinet.
Olivier Babinet, né le 1er janvier 1971 à Strasbourg est un réalisateur et scénariste français.

## Biographie
Olivier Babinet est révélé au grand public en France avec la série Le Bidule diffusée en 1999 sur Canal+. Il est l'un des créateurs et scénaristes de la série, ainsi que l'un des principaux réalisateurs.
En 2008, il écrit et réalise son premier court-métrage de fiction en 35 mm, C'est plutôt genre Johnny Walker. Le film remporte de nombreux prix en festivals dont le prix spécial du jury à Clermont-Ferrand.
Son premier long-métrage, Robert Mitchum est mort, coréalisé avec le photographe Fred Kihn, est projeté au 63e festival de Cannes dans la sélection Acid. Le film a notamment remporté le grand prix du festival Premiers Plans d'Angers et a été nommé meilleur premier film au Raindance London Festival. Après avoir fait un tour du monde des festivals, il est distribué dans 14 pays d’Europe, puis aux États-Unis.
En parallèle de ses activités de scénariste et de réalisateur, Olivier Babinet travaille avec des collégiens d’Aulnay-sous-Bois. Dans un quartier où 50 % des familles vivent en dessous du seuil de pauvreté, cette collaboration aboutit à la réalisation par ces adolescents de huit courts-métrages fantastiques et de science-fiction, ainsi qu'au tournage d’un clip par le réalisateur, pour le groupe Tomorow’s World, avec pour protagonistes une centaine de collégiens d’Aulnay,. Ces années passées à Aulnay-sous-Bois se concluent en 2016 par la sortie en salle du long métrage Swagger. Le film connaît un grand succès critique et collectionne les prix dans les festivals après avoir été présenté durant le festival de Cannes dans la sélection de l'Acid. Le film est nommé aux Lumières de la presse étrangère 2017 et aux César. Il a été classé dans les 1 000 meilleurs films de tous les temps par Mubï USA. 
En septembre 2018, Olivier Babinet réalise Poissonsexe, une comédie romantique d’anticipation produite par Masa Sawada (Tokyo ! De l’eau tiède sous un pont rouge6) dont le premier rôle est tenu par Gustave Kervern.[Quand ?] La sortie du film en salles, initialement prévue le 1er avril 2020, est décalée en raison de la pandémie au 2 septembre 2020. Poissonsexe a remporté le prix du jury au Festival du Film Indépendant de Bordeaux. Et India Hair, son interprète principale a été nommée Révélation 2021 aux Césars.
Son dernier film Normale réunit Benoît Poelvoorde, Justine Lacroix et Steve Tientcheu.   Adapté de la pièce Monster in The Hall de David Greig. Le film remporte le prix du Meilleur Film au Festival de Giffoni (Italie) décerné par 600 adolescents du monde entier âgés de 16 et 17 ans.  Il remporte également la Mentione Speciale Cinema Internazionale au Festival Terra di Siena (Italie). Le film est en sélection officielle au Festival International du Film Fantastique de Neuchâtel, au Festival de Malmö (Suède), ainsi qu'au Festival du Cinéma International d’Abitibi-Témiscamingue (Québec)
Olivier Babinet a par ailleurs réalisé des clips pour les Rita Mitsouko, Cheveu, Zombie Zombie, Tomorrow’s World, Mathieu Boggaerts, Stuck In The Sound,Tanger et Etienne Charry. 
Il fait partie du collectif d'artistes new-yorkais WE ARE FAMILIA. Et il est contributeur du magazine new-yorkais Chalet, dans lequel son journal semi-imaginaire Desire and Desillusion paraît sous forme d'épisodes.

## Filmographie

### Longs métrages
- 2010 : Robert Mitchum est mort
- 2016 : Swagger
- 2020 : Poissonsexe
- 2023 : Normale

### Courts métrages
- C’est plutôt genre Johnny Walker[8]
- C’était le chien d'Eddy

### Séries télévisées-programmes courts
- Le Bidule (78 épisodes)
- Sponge
- Chris dangoisse (2 épisodes)